# سرخ (ترانه)
«سرخ» (انگلیسی: Red) ترانه‌ای است که خواننده-ترانه‌سرای آمریکایی تیلور سوئیفت برای چهارمین آلبوم استودیویی‌اش سرخ (۲۰۱۲) نوشته و ضبط کرده‌است. تهیه‌کنندگی این ترانه بر عهدهٔ دن هاف، نیتن چپمن و سوئیفت بوده‌است. بیگ مشین رکوردز این ترانه را در ۲ اکتبر ۲۰۱۲ به عنوان دومین تک‌آهنگ تبلیغاتی سرخ در آی‌تیونز استور منتشر و در ۲۴ ژوئن ۲۰۱۳ به عنوان یک تک‌آهنگ رسمی در رادیوی کانتری ایالات متحده پخش کرد. از لحاظ موسیقایی، «سرخ» با استفاده از گیتار و بانجوی آکوستیک و به‌کارگیری آواز الکتریکی، ژانر کانتری و سافت راک را دربر می‌گیرد. متن ترانه در مورد یک رابطهٔ پر فراز و نشیب است و احساسات متضاد را به طیفی از رنگ‌ها تشبیه می‌کند؛ مانند رنگ سرخ که نماد احساسات پرتنش بعدی است.
سوئیفت برای تبلیغ این ترانه آن را در برنامه‌های تلویزیونی از جمله صبح بخیر آمریکا، برنامه آخر وقت با دیوید لترمن و شوی الن دی‌جنرس اجرا کرد. او این ترانه را در فهرست اجراهای تور جهانی سرخ در سال ۲۰۱۳ تا ۲۰۱۴ گنجاند. موزیک ویدیوی «سرخ» که متشکل از مجموعه‌ای از تصاویر این تور بود، در ۳ ژوئیه ۲۰۱۳ منتشر شد. اجرای آکوستیک سوئیفت از «سرخ» در جوایز انجمن موسیقی کانتری در سال ۲۰۱۳، با حضور آوازهای پس‌زمینهٔ الیسون کراوس و وینس گیل، در ۸ نوامبر ۲۰۱۳ منتشر شد.
این تک‌آهنگ نقدهای ضد و نقیض تا مثبتی را از سوی منتقدان معاصر دریافت کرد؛ برخی تولید را به دلیل ایجاد مرز بین کانتری و جریان اصلی پاپ تحسین کردند و که برخی دیگر آن را ناسازگار و غیرقابل تحمل دانستند. نام «سرخ» در میان ۳۰ جایگاه برتر جدول فروش موسیقی استرالیا، کانادا، ایرلند، نیوزلند و بریتانیا قرار گرفت. در ایالات متحده، در بیلبورد هات ۱۰۰ رتبهٔ ششم و در ترانه‌های داغ کانتری رتبهٔ دوم جدول را به خود اختصاص داد که به مدت ۴۲ هفته در جدول دوم ماند و به طولانی‌ترین ماندگاری ترانه سوئیفت در این جدول تبدیل شد. این ترانه در استرالیا، بریتانیا و ایالات متحده گواهی‌نامه کسب کرد.
در ۱۲ نوامبر ۲۰۲۱ نسخهٔ ضبط‌شده‌ای از «سرخ» با عنوان «سرخ (نسخهٔ تیلور)»، به عنوان بخشی از دومین آلبوم دوباره ضبط‌شدهٔ سوئیفت به‌نام سرخ (نسخه تیلور) منتشر شد. این نسخه در میان ۲۰ جایگاه برتر جدول‌های فروش استرالیا، کانادا، ایرلند، مالزی، نیوزیلند و سنگاپور قرار گرفت و همچنین در رتبهٔ ۲۵ جدول بیلبورد هات ۱۰۰ ایالات متحده قرار گرفت.